# Annie Swynnerton
Annie Louisa Swynnerton, alla nascita Robinson (Hulme, 20 febbraio 1844 – Hayling Island, 24 ottobre 1933), è stata una pittrice britannica.

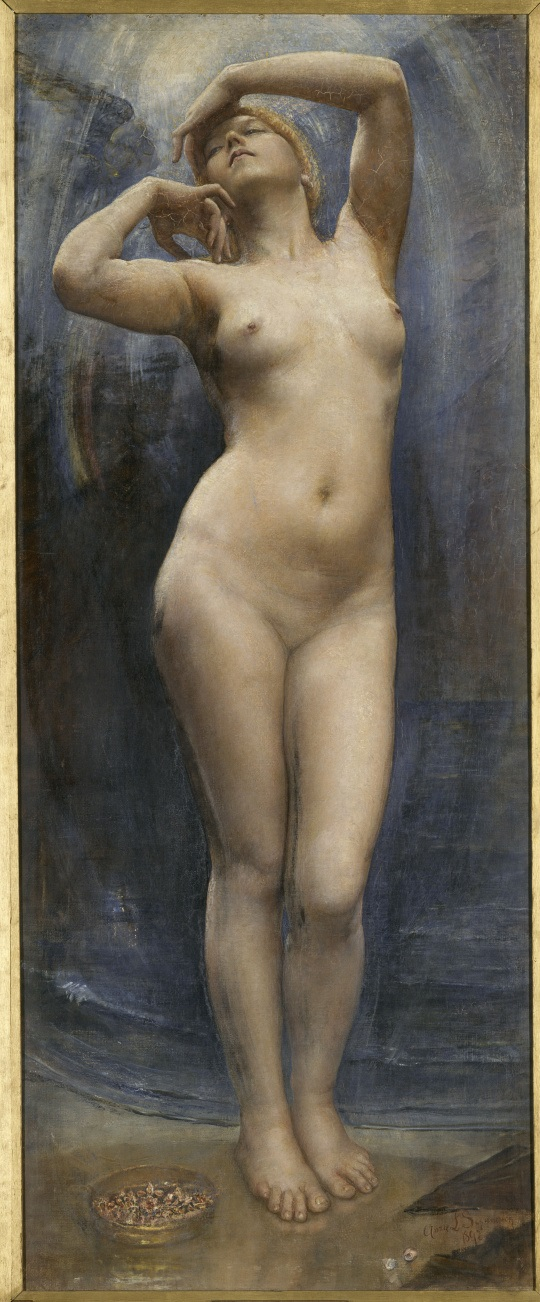
Mater Triumphalis, 1892

È nota per i suoi ritratti e per le sue allegorie. Fu la prima donna ad essere eletta membro dell'accademia reale d'arte (Royal Academy of Arts), nel 1922. Annie Swynnerton fu anche una femminista e si batté per il diritto di voto delle donne.

## Biografia

### Formazione
Annie Louisa Robinson nacque a Hulme, a Manchester, nel 1844. I suoi genitori erano Francis Robinson, un avvocato, e Ann Sanderson. Annie aveva sei sorelle. Ella dipingeva e vendeva degli acquerelli per integrare le rendite della famiglia durante i periodi di difficoltà economiche.
Ella studiò alla scuola d'arte di Manchester a partire dal 1871. Anche le sue sorelle Julia ed Emily studiarono alla scuola d'arte mancuniana. Ella si guadagnò una medaglia d'oro per un dipinto a olio e una borsa di studio per apprendere la tecnica dell'acquerello. Dal 1874 al 1876, seguì delle lezioni d'arte a Roma assieme alla sua amica artista Susan Isabel Dacre (nata a Leamington Spa, nel Warwickshire, ma che in seguito si era trasferita nella Grande Manchester). In seguito, entrambe studiarono all'accademia Julian di Parigi dal 1877 al 1880. Annie Swynnerton fu influenzata dalle opere di Jules Bastien-Lepage.

### Carriera

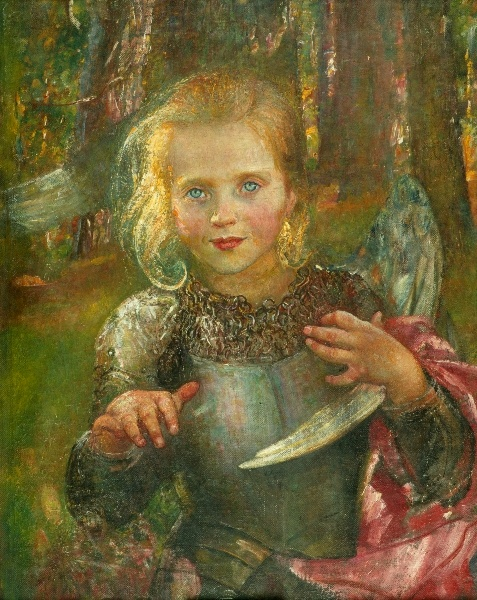
Illusions, 1900

Annie Swynnerton dipingeva dei ritratti, delle opere simboliste e dei paesaggi. George Frederic Watts ed Edward Burne-Jones sostennero la sua carriera.
Il pittore Edward Burne-Jones la introdusse all'accademia reale d'arte, dove ella espose dal 1879 al 1886 e poi dal 1902 al 1934. Secondo Linda Murray, «Fu molto influenzata da Watts, e molti dei suoi soggetti erano di tipo allegorico o simbolico, che erano il suo forte. Il suo disegno era solido ed ella aveva una comprensione scultorea della forma legata a dei colori freschi e divisi che presentano delle somiglianze con l'impressionismo. Il catalogo della mostra 'Exposed. The Victorian Nude' del Tate afferma che "Annie Swynnerton, residente a Roma, era una delle pittrici più audaci di nudo, scioccando spesso il pubblico con le sue figure robuste dipinte"».
Il suo stile è caratterizzato da influenze neoclassiche, preraffaellite e impressioniste. The Magazine of Art descrisse una delle sue opere: "[Un] disegno molto fantasioso di [Swynnerton] è la Mater Triumphalis. Gli arti della figura sono alquanto pesanti nei contorni, mentre c'è un certo aspetto metallico nella colorazione che è abbastanza lontano dall'idea del flusso sanguigno in un corpo umano". Molte delle sue opere ritraggono dei bambini.
In seguito visse a Manchester nel 1879-1880 circa per fondarvi, con Susan Dacre, con la quale condivideva uno studio, la società delle pittrici di Manchester (Manchester Society of Women Painters), che offriva dei corsi d'arte. Ella credeva che rafforzare i legami tra donne avrebbe permesso di sottrarle ai ruoli tradizionalmente attribuitele. Anche Emily Robinson ne fu un membro. Swynnerton dipinse il ritratto di Dacre, che venne esposto nel 1880 all'accademia reale d'arte. Venne donato alla galleria d'arte di Manchester dall'effigiata nel 1932. Fu la seconda donna a far parte del comitato che organizzava la mostra autunnale di Liverpool, nel 1895.
Swynnerton dipinse i ritratti dei membri della famiglia Garrett, tra cui Agnes (1885), Millicent Garrett Fawcett (il cui ritratto venne acquistato dal Chantrey Bequest per lo stato e venne esposto alla Tate Gallery) e Louisa Garrett Anderson. Ella dipinse i ritratti delle persone vicine ai Garrett, come Henry James e William Gaskell, marito della romanziera Elizabeth Gaskell. Una mecenate di Swynnerton fu Ethel Smyth. John Singer Sargent realizzò un dipinto di Swynnerton e della sorella di Smyth, la signora Hunter.

### Diritto di voto alle donne
Annie Swynnerton svolse un ruolo attivo nel movimento per il diritto di voto delle donne nel Regno Unito e firmò la dichiarazione del 1889 dell'Unione nazionale delle società per il suffragio femminile in favore del diritto di voto femminile. Non era una "femminista" nel senso moderno del termine, né una suffragetta attiva, sebbene abbia sostenuto chiaramente queste cause tramite il suo coinvolgimento con i membri della famiglia Pankhurst e la sua firma.

### Vita privata
Nel 1883, ella incontrò lo scultore Joseph William Swynnerton, originario dell'isola di Man, forse mentre entrambi vivevano a Roma. I due si sposarono, vissero principalmente a Roma e possedevano uno studio a Sheppard's Bush, a Londra, fino al 1910, quando Joseph Swynnerton morì.
La vista di Swynnerton si deteriorò nei suoi ultimi anni. Dopo la morte di suo marito, visse a Chelsea, a Londra e a Roma, prima di stabilirsi definitivamente a Hayling Island, in Inghilterra, dove morì nel 1933. Ci fu una vendita postuma degli oggetti presenti nel suo vecchio studio, incluse le sue opere (sia quelle concluse che quelle incompiute), la sua piccola collezione di quadri degli antichi maestri assieme a cornici e cavalletti. Nel suo testamento, e in memoria di Susan Isabel Dacre, lasciò un legato testamentario all'artista Francis Dodd.

## Eredità

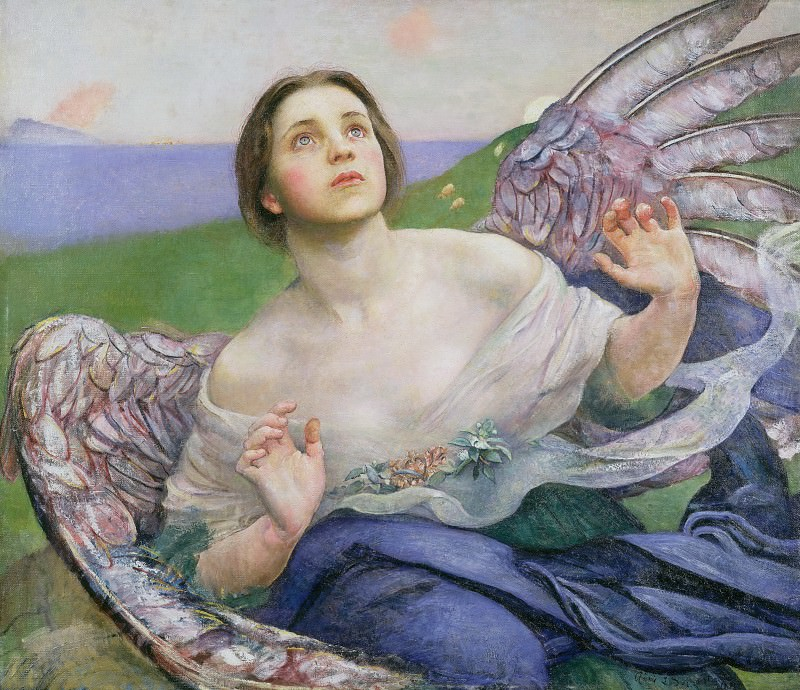
The Sense of Sight, 1895

Il suo quadro del 1895 The Sense of Sight (Le senso della vista) è incluso nel libro Women Painters of the World, che offre una panoramica delle pittrici più in vista fino al 1905, l'anno di pubblicazione.
Nel 2018, una retrospettiva delle sue opere si tenne alla galleria d'arte di Manchester.

## Galleria d'immagini

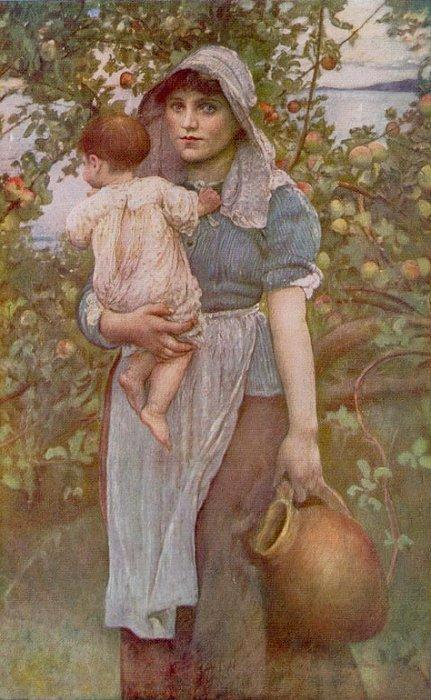
The Young Mother, 1887 circa
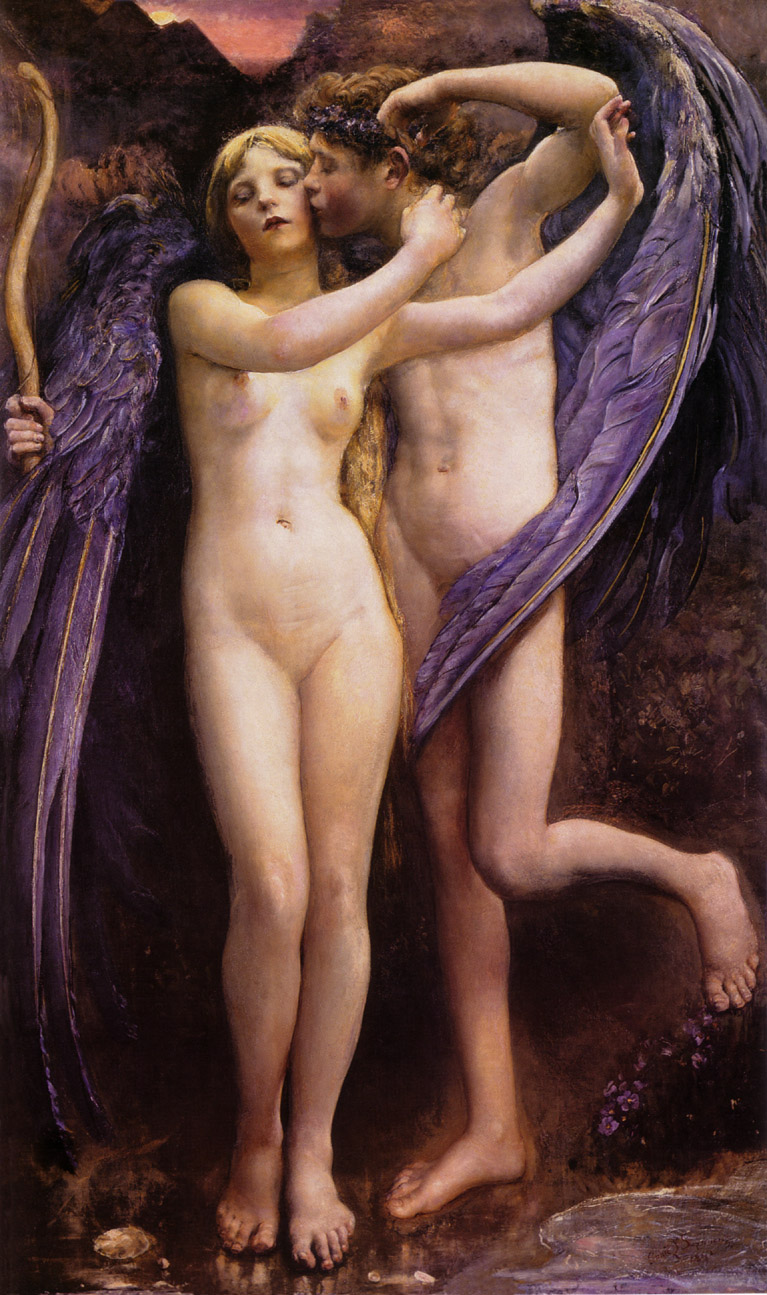
Amore e Psiche, 1890
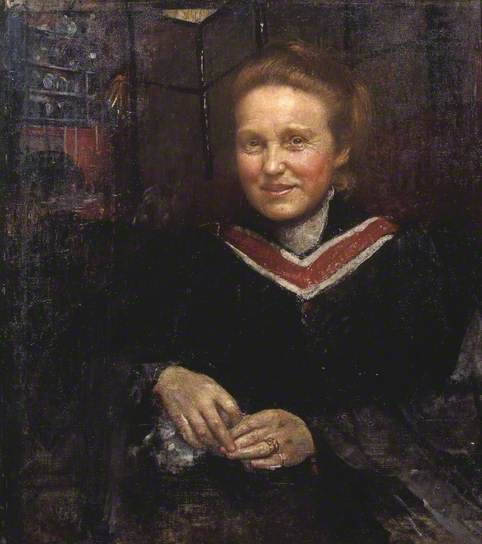
Dame Millicent Fawcett, 1930 circa2